# Детай, Эдуар
Жан Батист Эдуар Детай (фр. Jean Baptiste Édouard Detaille; 5 октября 1848 года — 23 декабря 1912 года) — французский академический художник и баталист, известный точностью и реалистичностью деталей; командор ордена Почётного легиона; один из первых членов Общества французских акварелистов.

## Биография
Жан Батист Эдуар Детай родился 5 октября 1848 года в Париже.

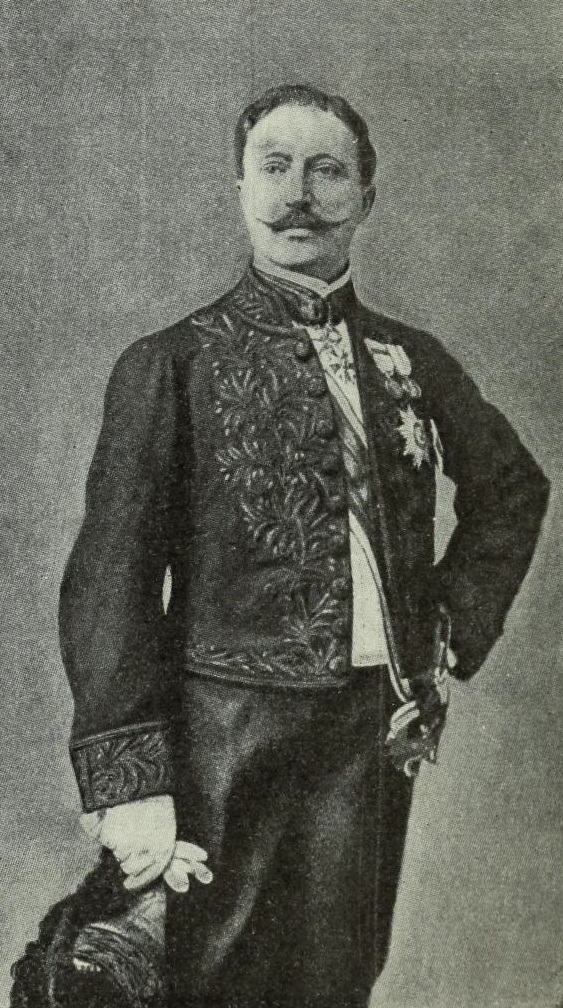
Эдуард Детай

Детай был учеником Жана-Луи-Эрнеста Месонье. После двухлетних занятий в мастерской Месонье он выставил первую свою картину, изображающую эту мастерскую — работу, отмеченную печатью таланта, но не чуждую ученической робости и неопытности. Затем, проведя, вместе со своим учителем, несколько месяцев на юге Франции, он привез оттуда своё первое значительное произведение: «Кирасиры подковывают своих коней», за которым следовали картины: «На привале» (1868) и «Отдых гренадеров на манёврах в С.-Марском лагере» (1869), обратившие на художника общественное внимание и принёсшие ему много заказов. Лишь нехотя расстался он, в 1869 году, с Месонье и устроил собственную мастерскую, из которой вскоре после того вышла одна из лучших его картин: «Битва между казаками и почетной гвардией в 1814 году», страдающая, однако, излишней выделкой подробностей.
Весной 1870 году Детай в поисках сюжетов посетил в Испанию и Алжир и едва он возвратился, как вспыхнула франко-прусская война 1870—1871 гг. и художник сразу вступил в ряды сенской подвижной стражи. Он состоял секретарём генерала Аппорта, имел возможность видеть различные перипетии боевой жизни, близко изучить дух и быт солдата, проникнуться горячей симпатией к нему и заготовить большой запас этюдов, послуживших потом художнику материалом для его последующих произведений, ещё более правдивых, ещё более обдуманных и прочувствованных, ещё более виртуозных в техническом отношении, чем предшествовавшие его картины и акварели. Он получил известность за портреты солдат, изображение военных манёвров, военной формы и обычной жизни солдат. Особенно его интересовала тема Наполеоновских войн. Его книга L’Armée Française, содержащая сотни его иллюстраций, стала главным трудом его жизни. На протяжении всей своей жизни он собирал коллекцию военной формы и редкостей, которые были переданы в Музей армии в Париже.
Детай успешно работал и в России. В 1886 году в Париже был издан альбом о Красносельских манёврах: «Les grandes manœuvres de l’armée russe; souvenir du camp de Krasnoé-Sélo 1884» («Большие манёвры русской армии 1884 года — сувенир из Красного Села»). В советское время данный период творчества художника и его картины подверглись жёсткой цензуре.
Эдуар Детай скончался 23 декабря 1912 года в родном городе.

## Галерея

### Наполеоновские войны

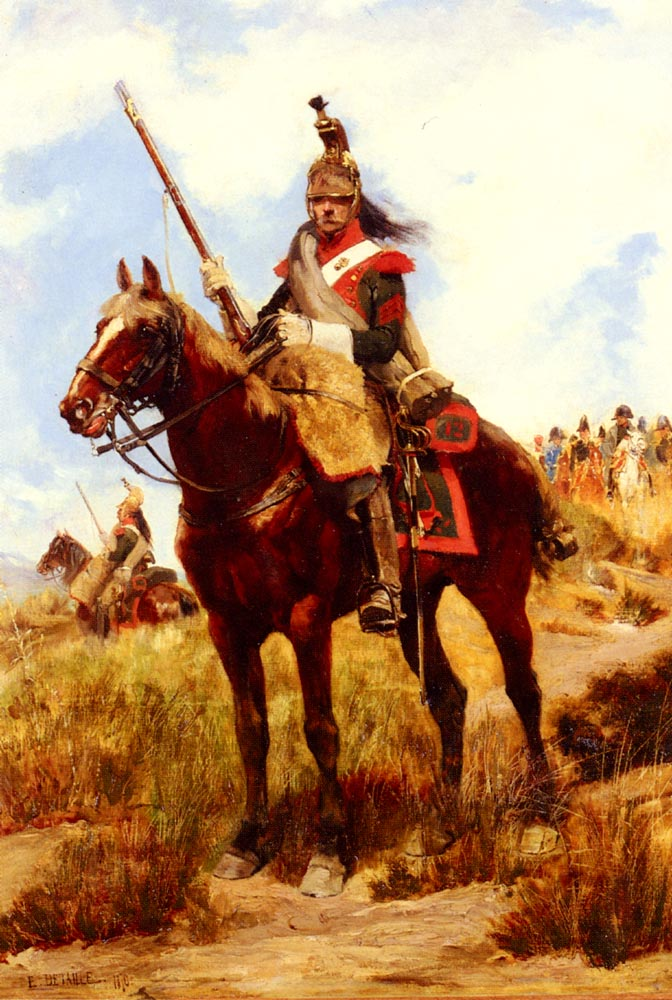
Драгун полка драгун Императрицы
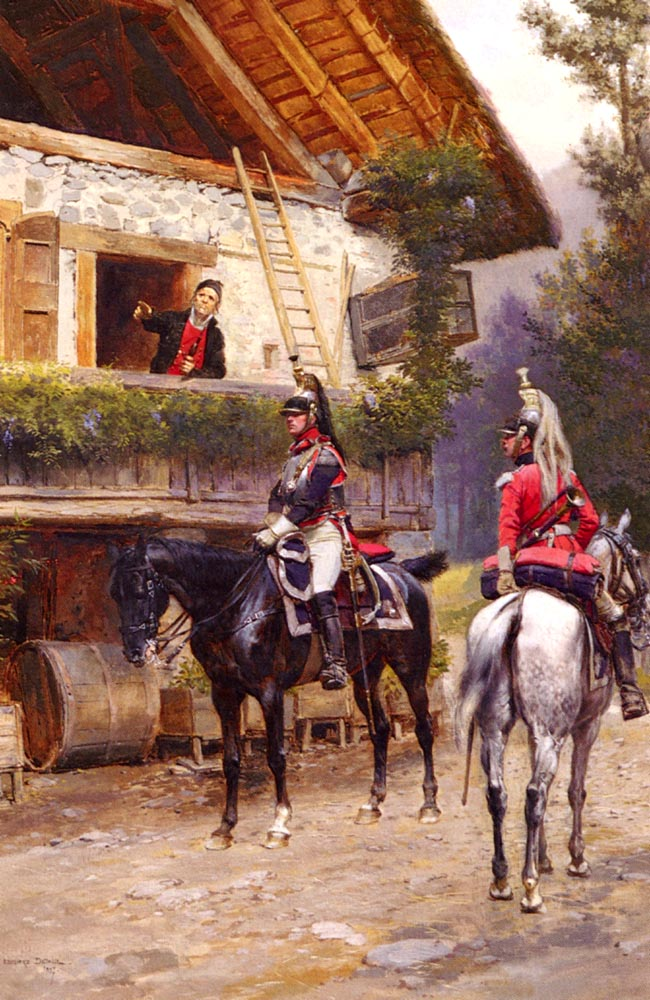
Кирасиры у крестьянского дома
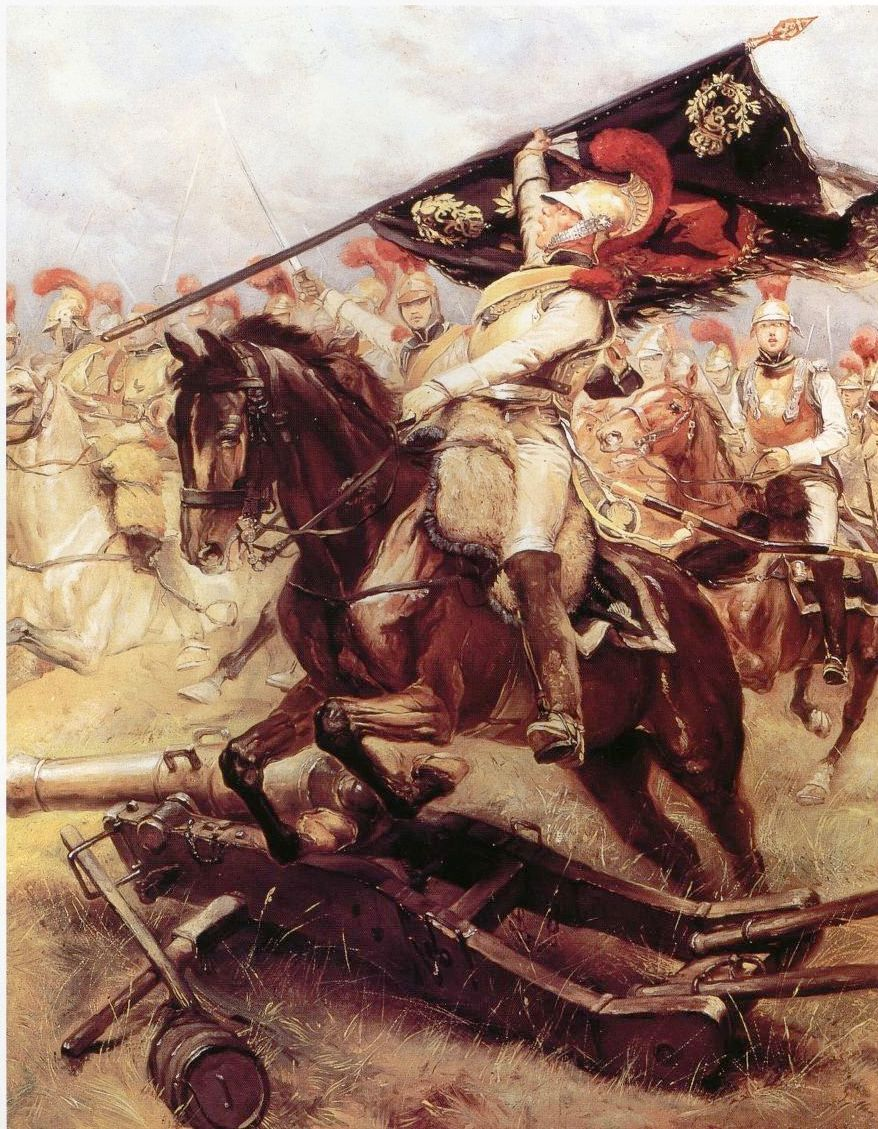
Карабинеры с захваченным знаменем
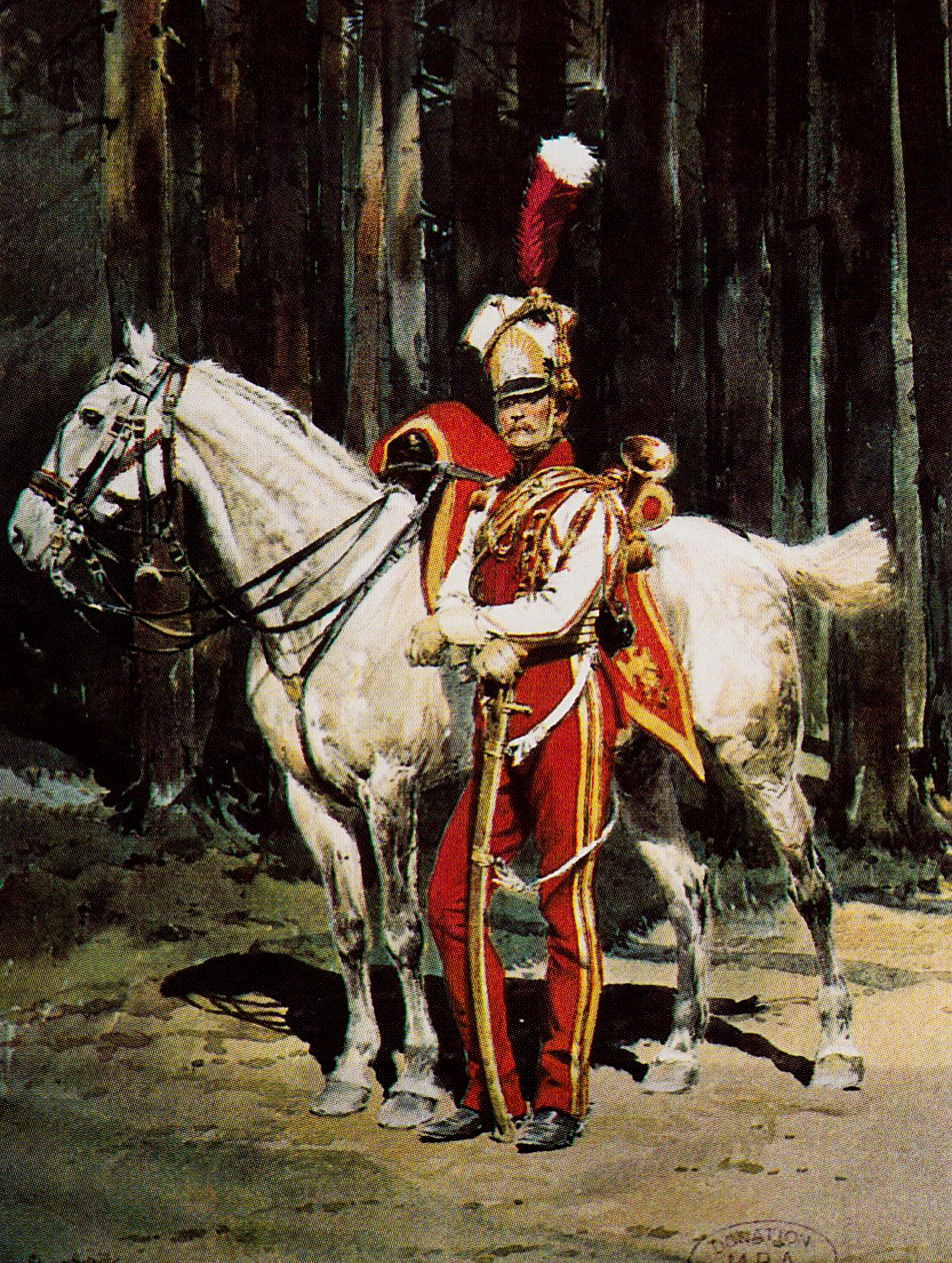
Трубач полка Красных улан Императорской гвардии
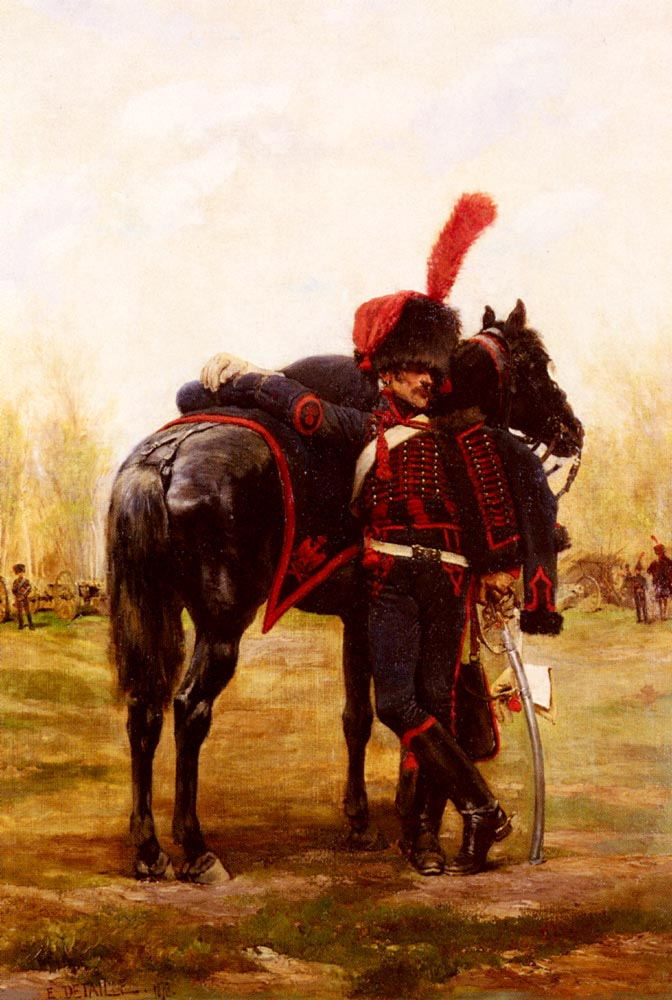
Солдат конной артиллерии Императорской гвардии
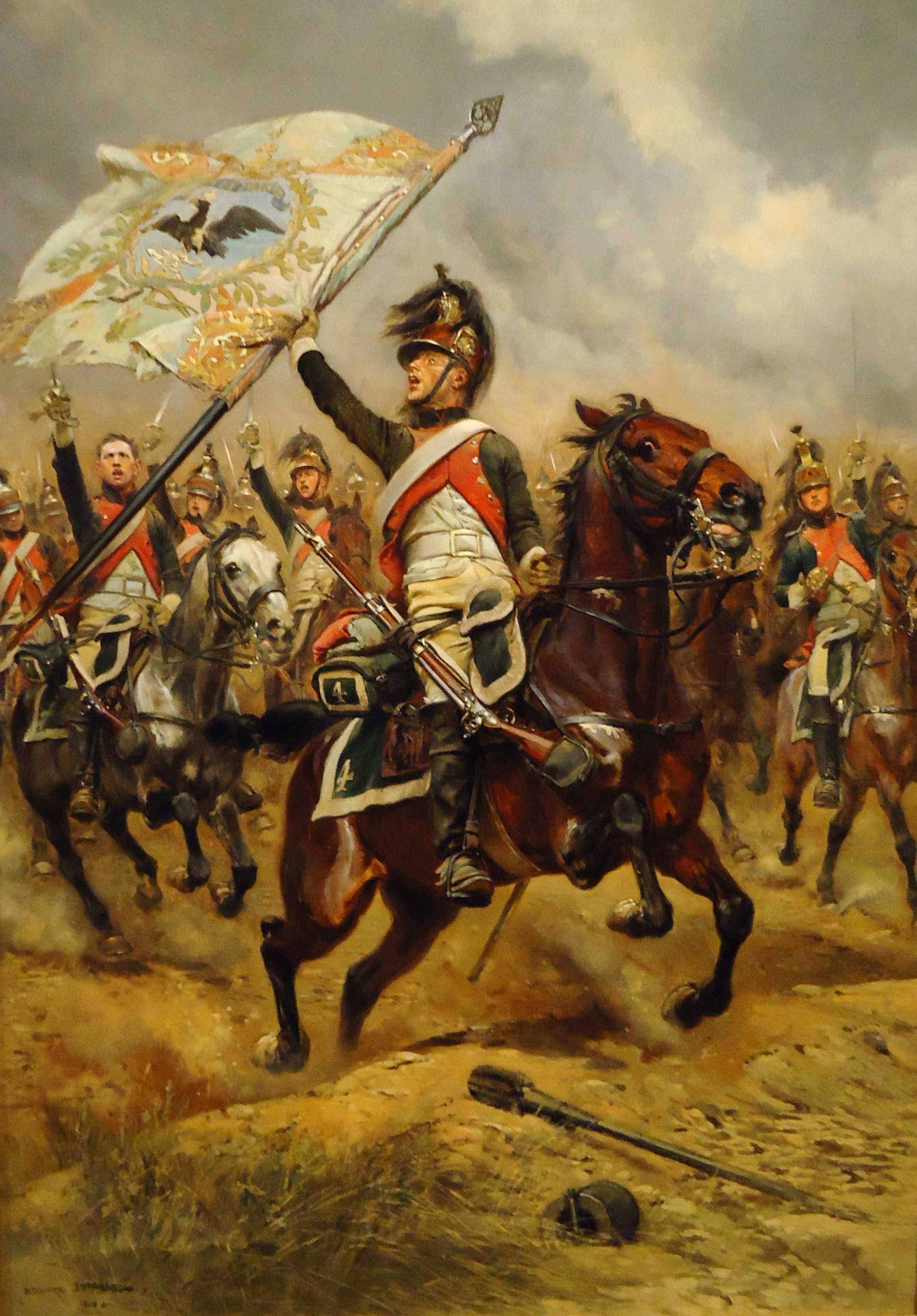
Битва при Йене. Драгун 4-го полка[фр.] с захваченным знаменем
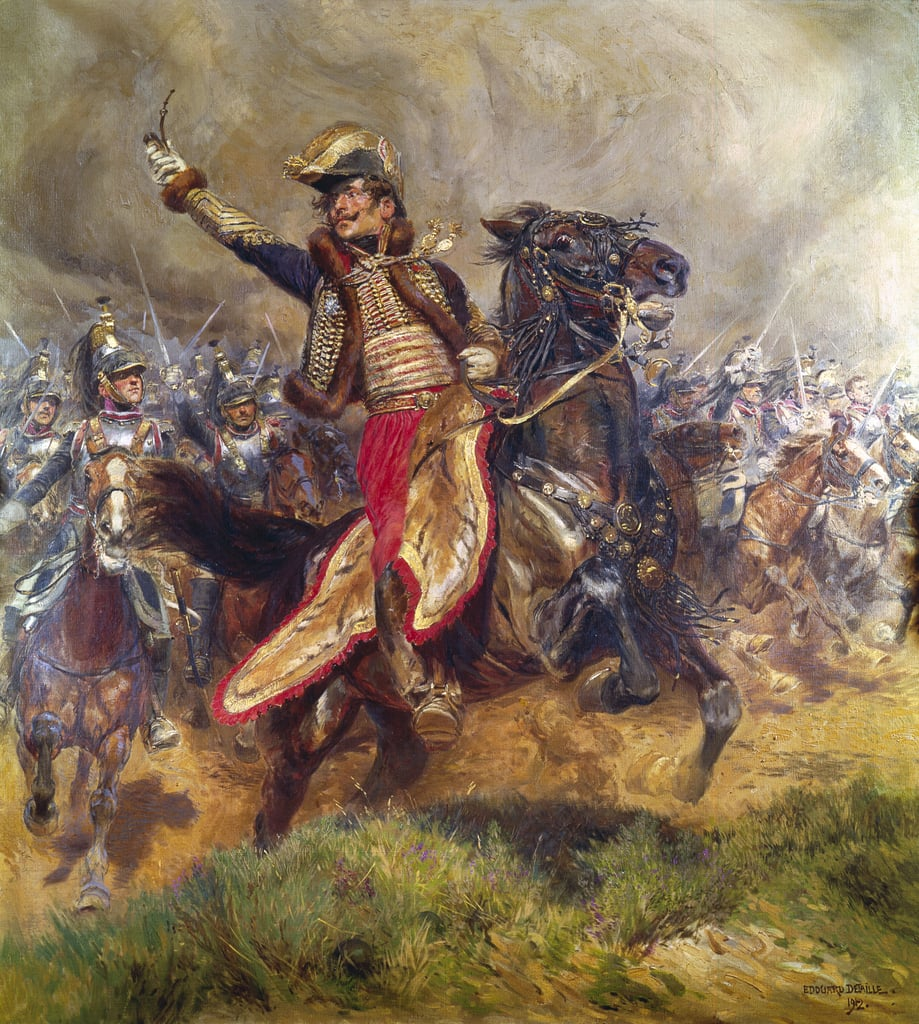
Генерал Лассаль при Ваграме
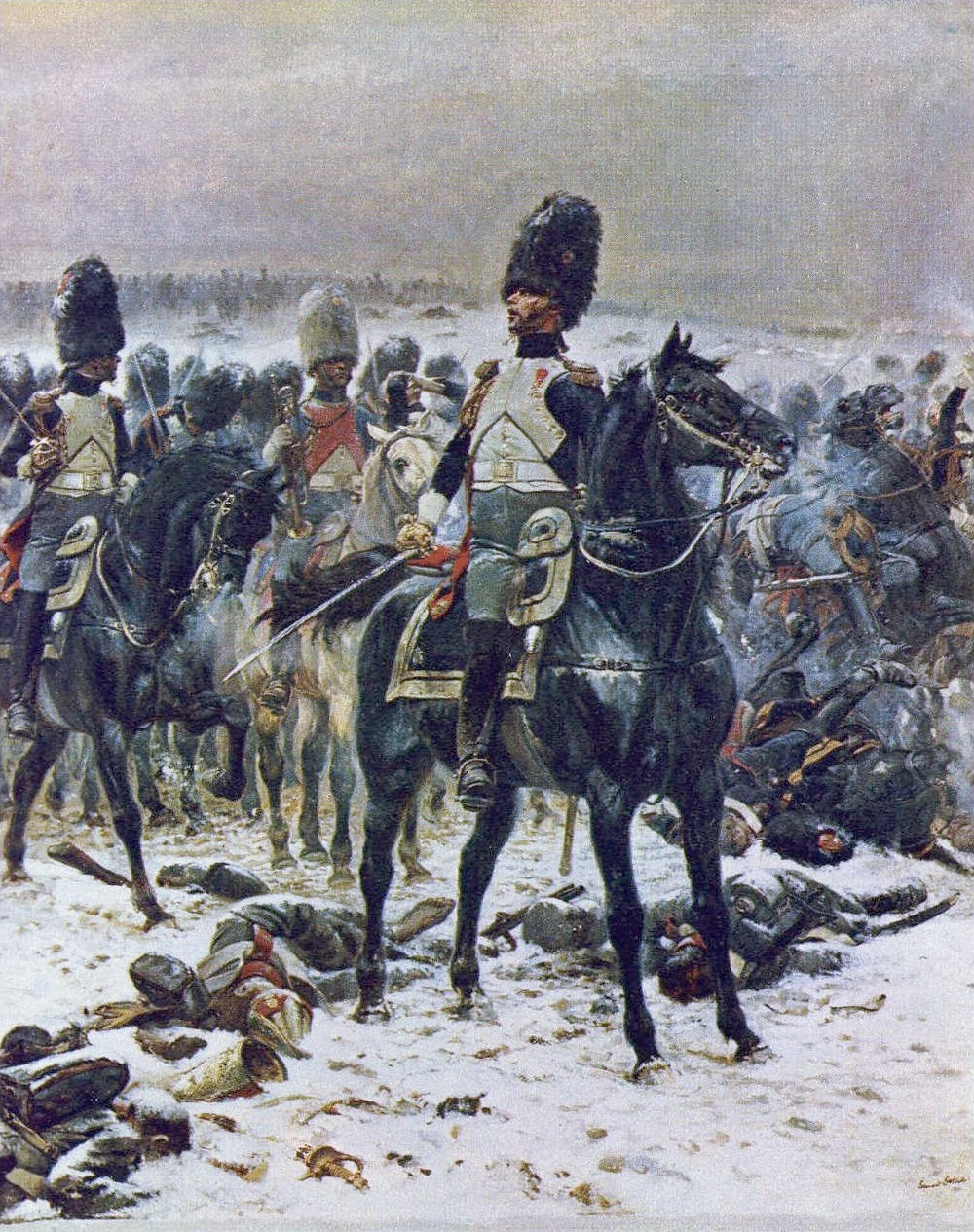
Полковник Лепик при Эйлау
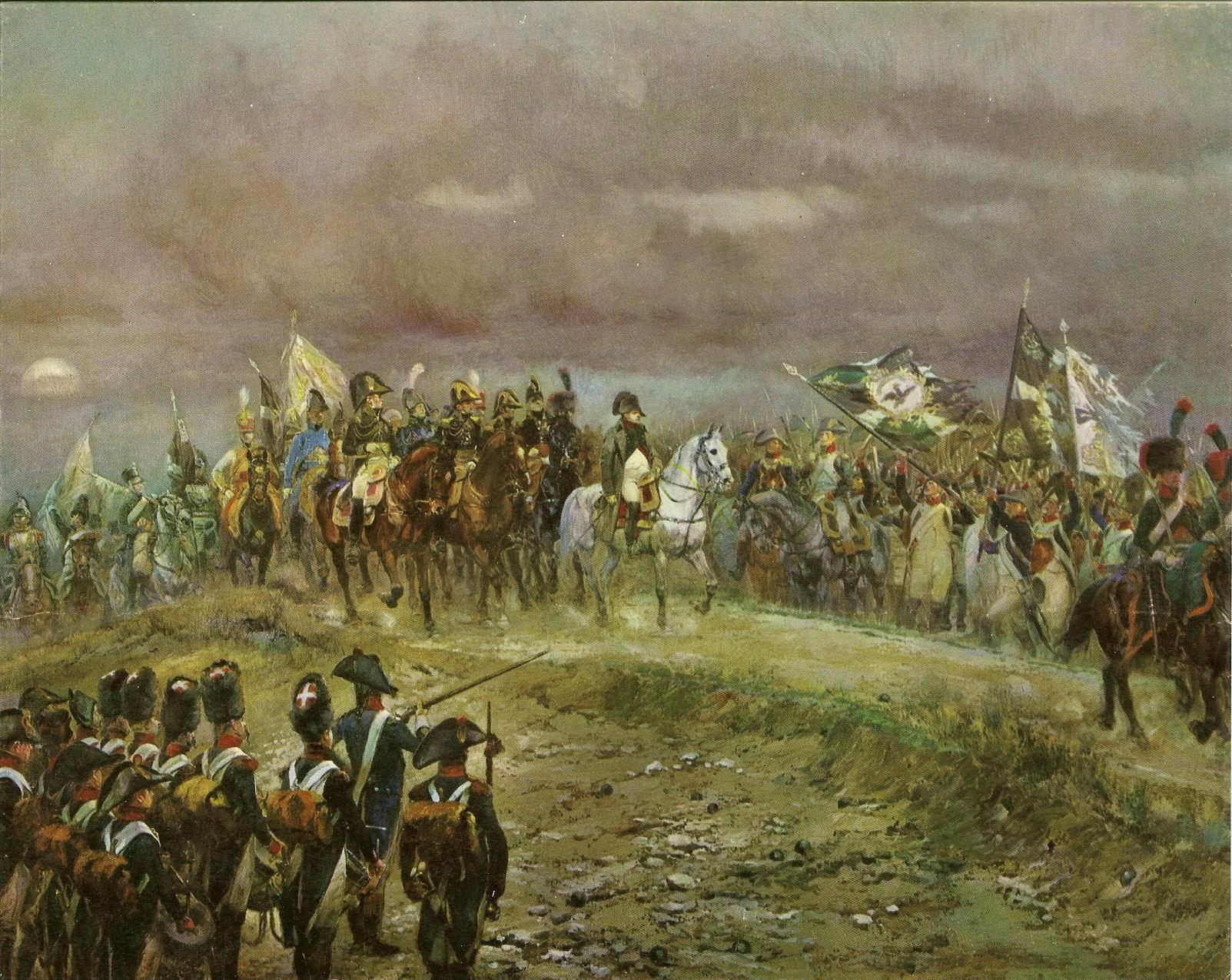
Наполеон при Йене
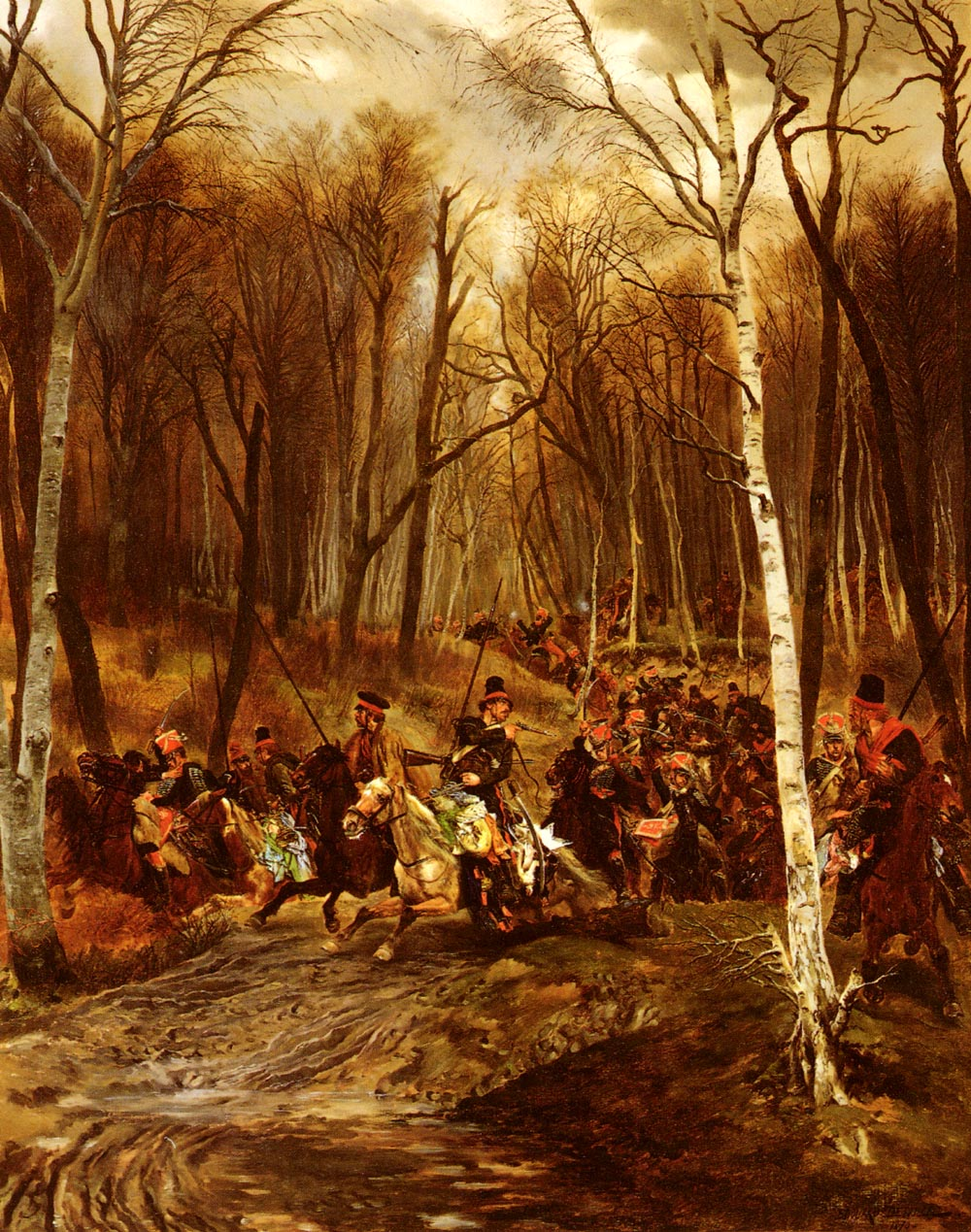
Бой Почётных гвардейцев с донскими казаками
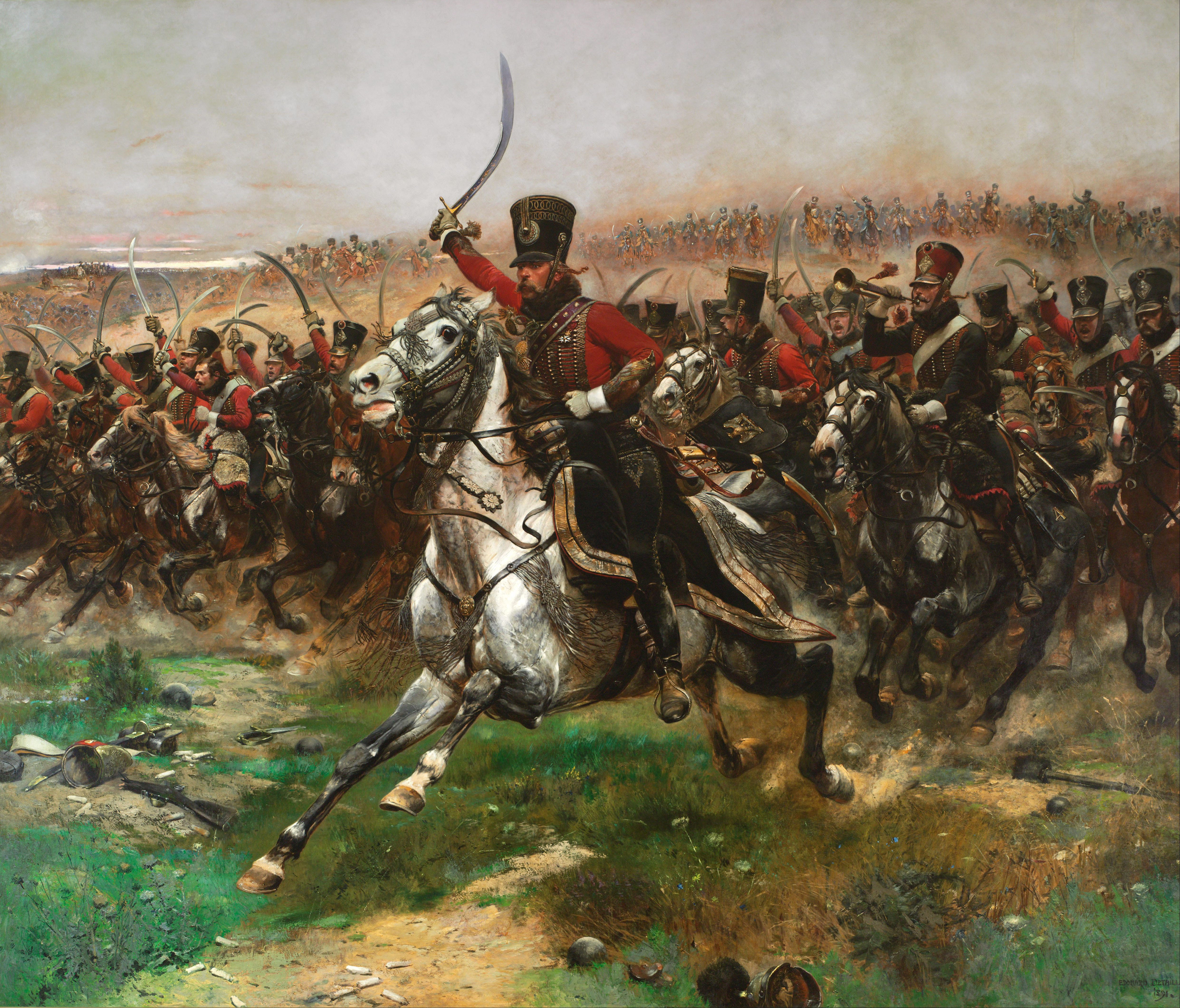
Vive L'Empereur! («Да здравствует император!»; Атака гусар)
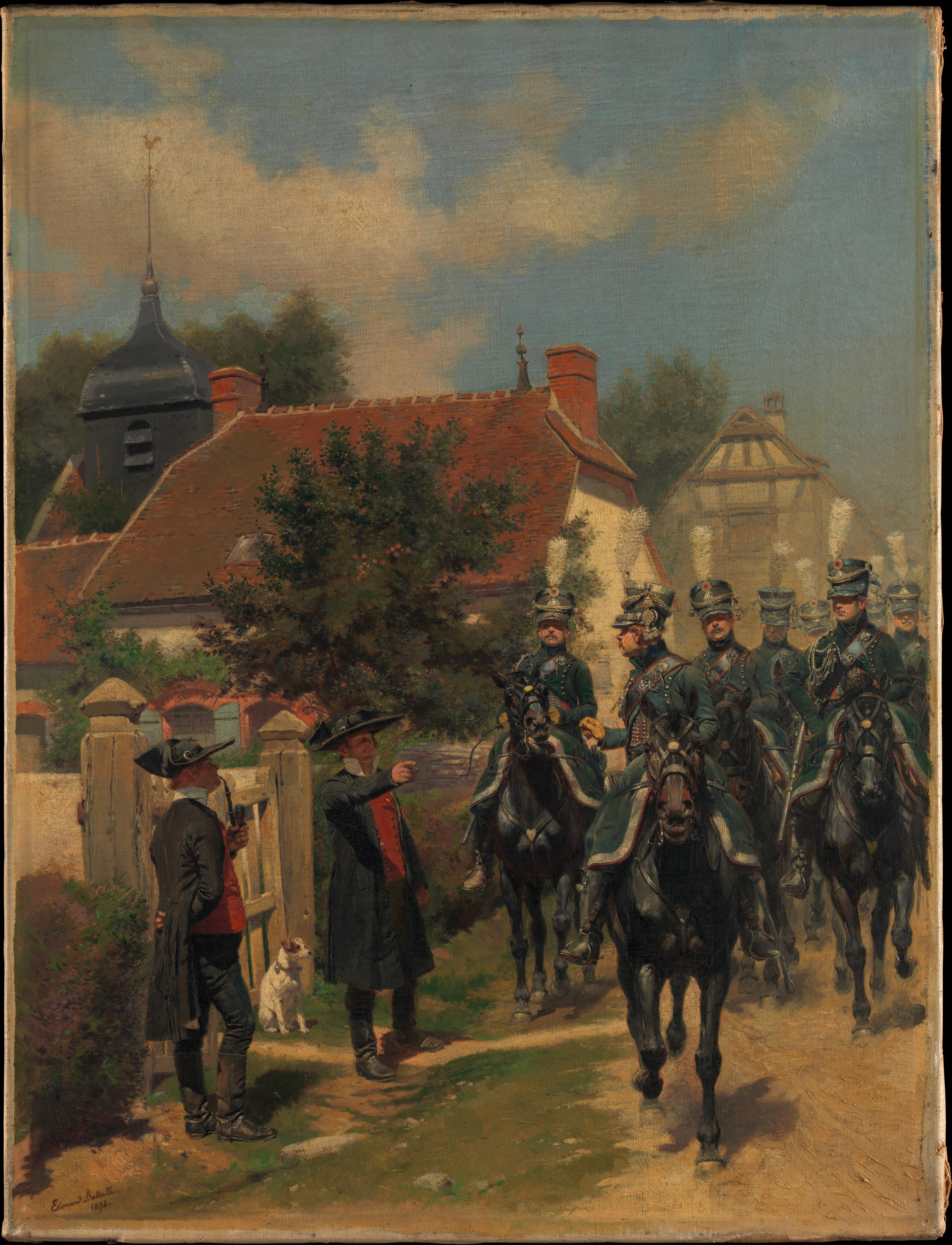
Ордонансовые жандармы
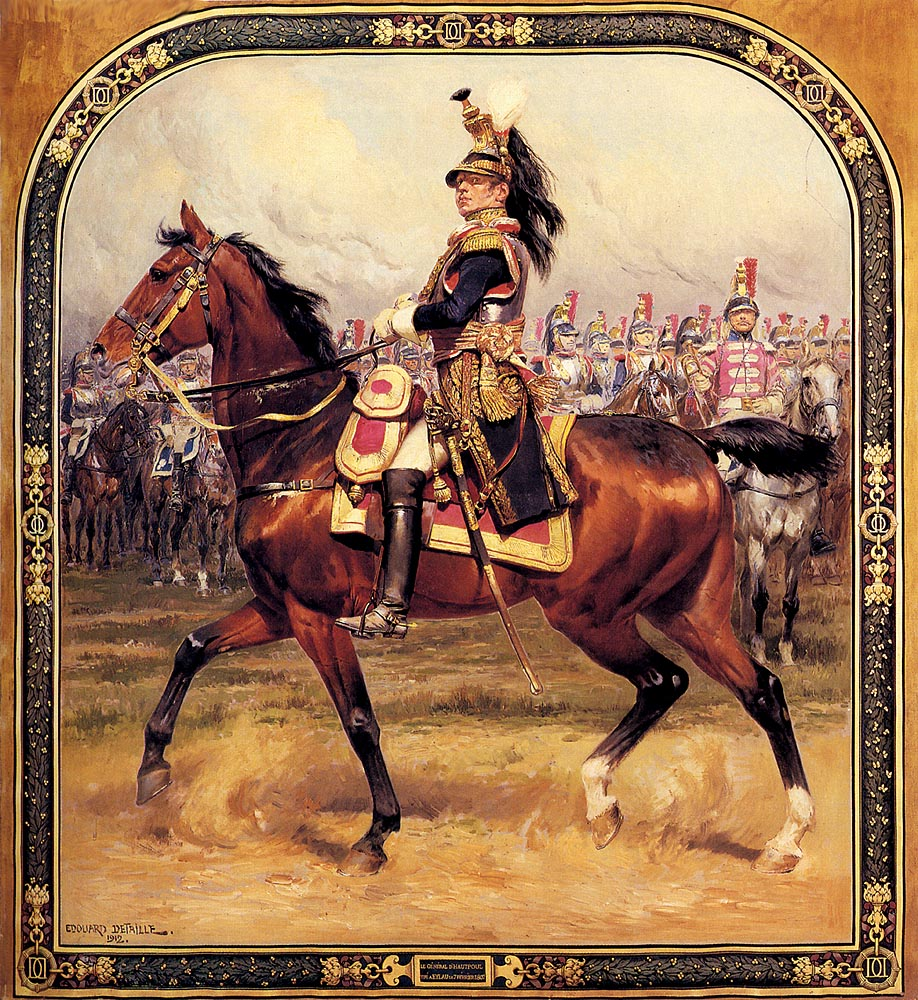
Генерал Д’Опуль перед строем кирасир
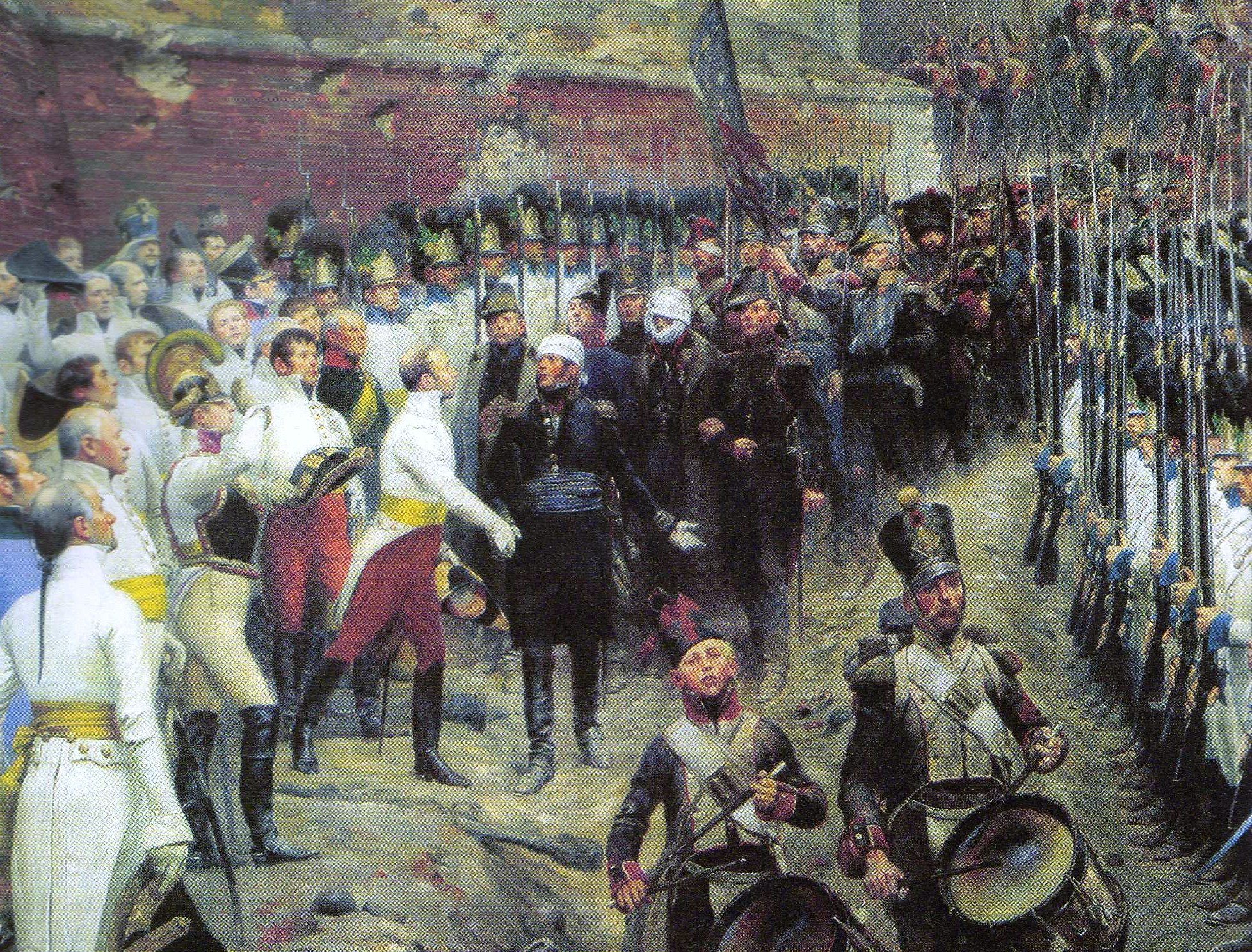
Генерал Барбанегр покидает Гюнинген, который оборонял два месяца после битвы при Ватерлоо

### Другие картины

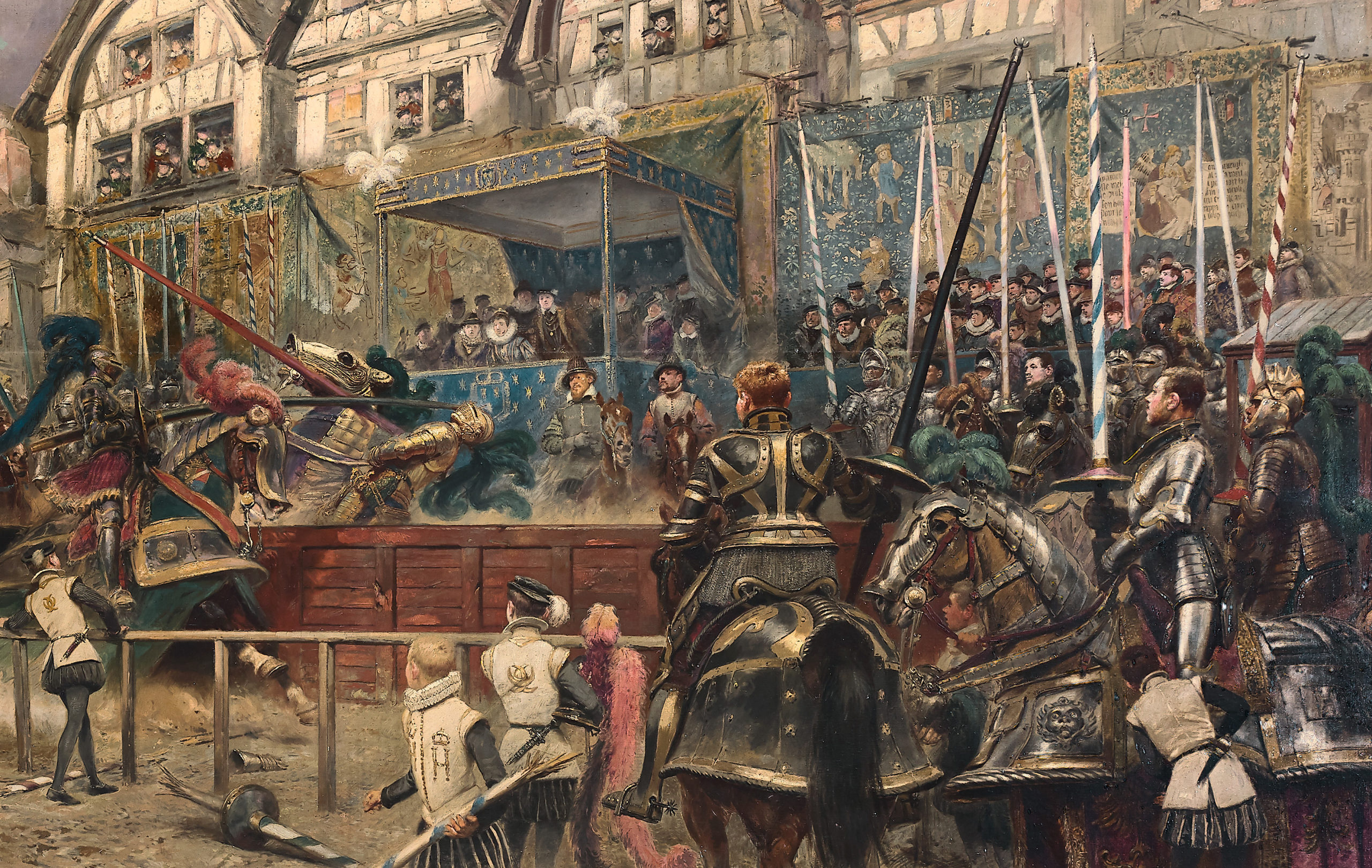
Смертельное ранение Генриха II на турнире в 1559 году
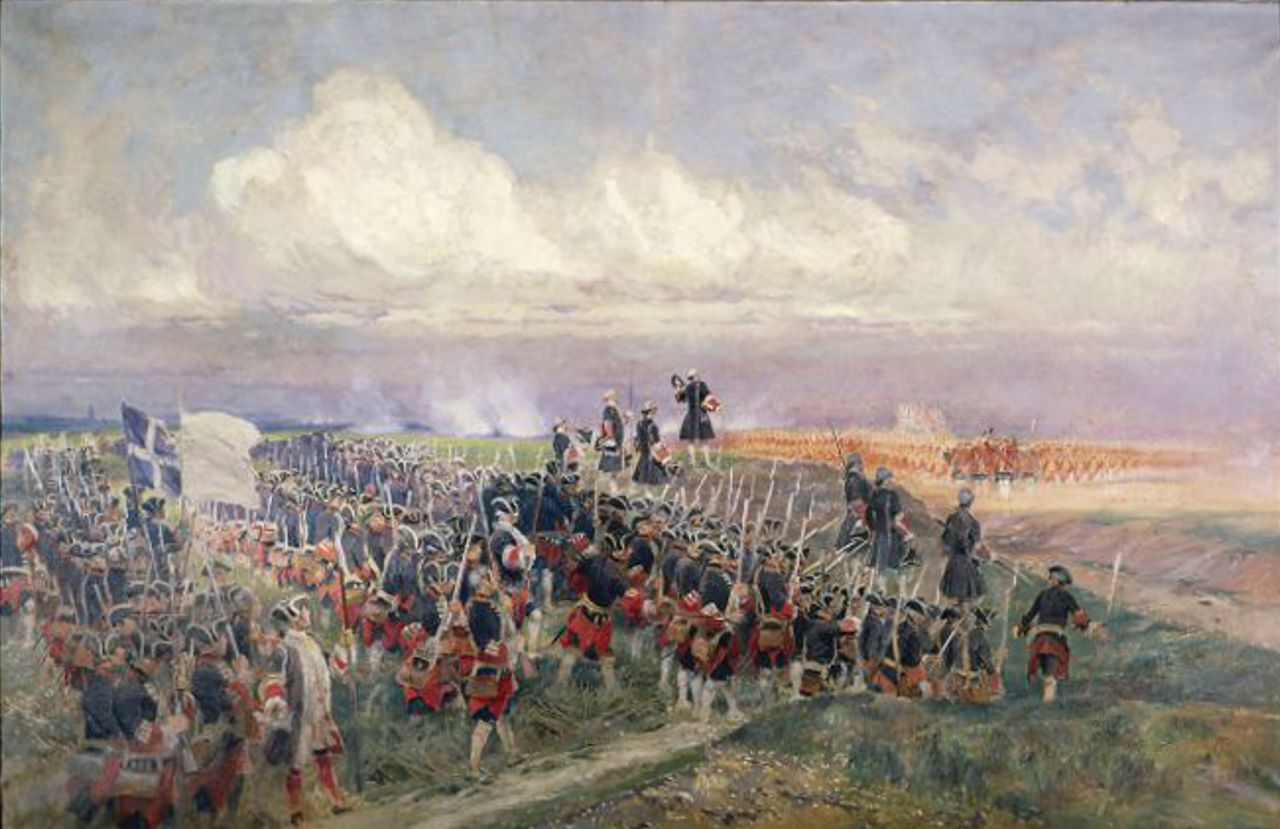
Битва при Фонтенуа, 1745 год
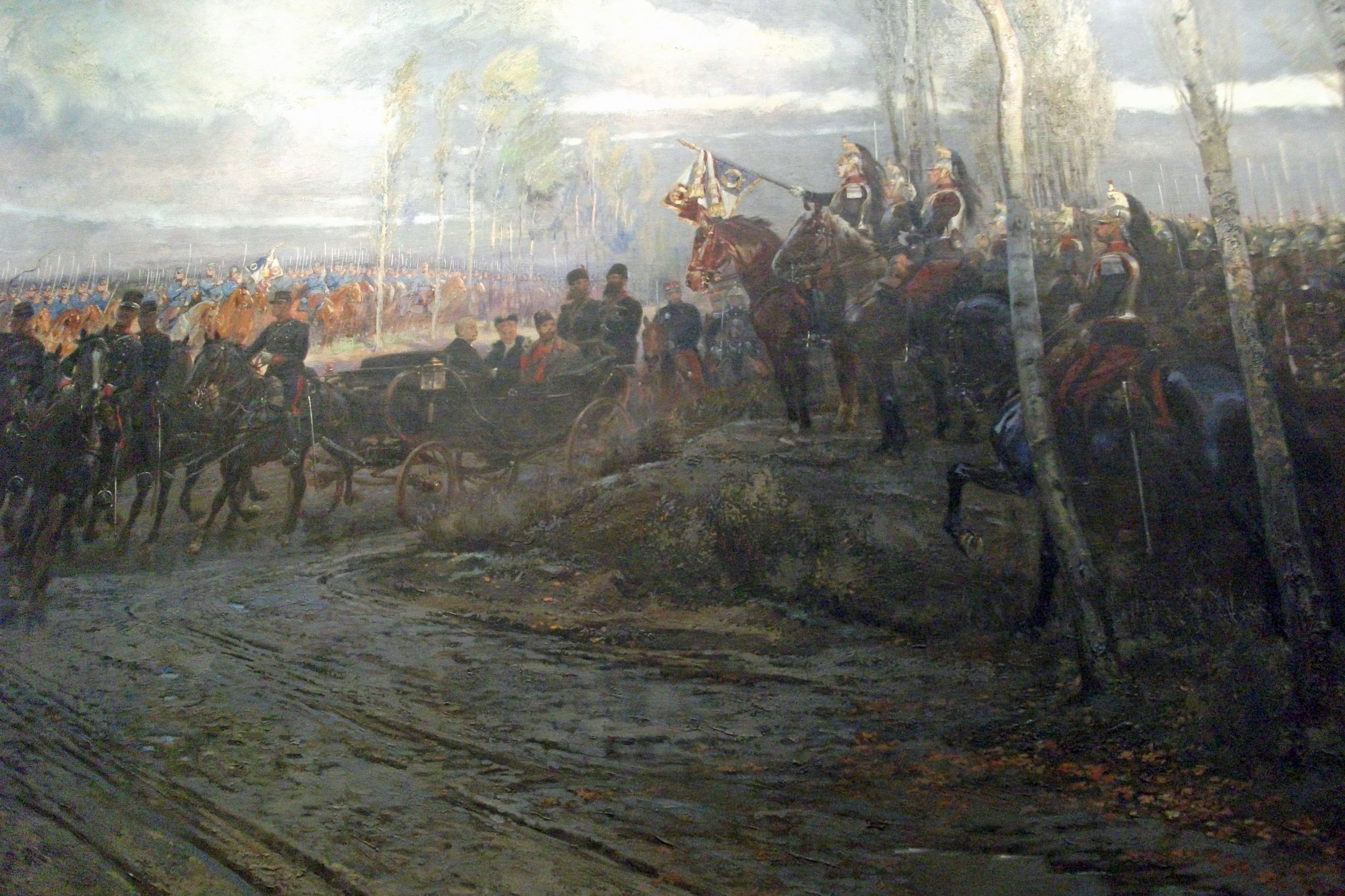
Николай II на манёврах в Шалоне (1896)
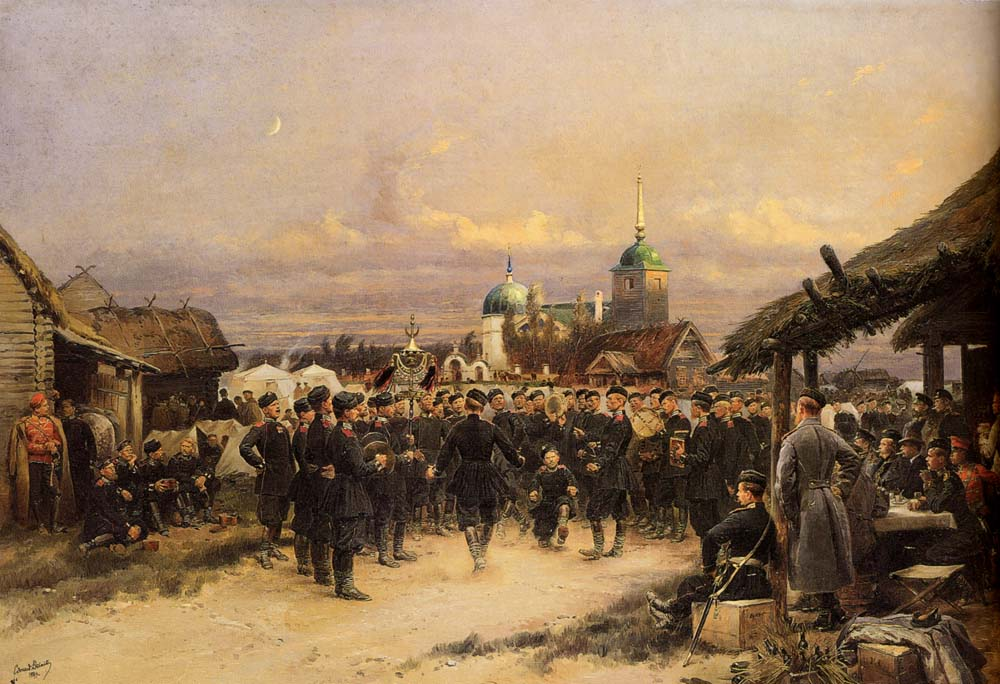
Песенники 4-го стрелкового батальона в Царском Селе (1889). Государственный Эрмитаж
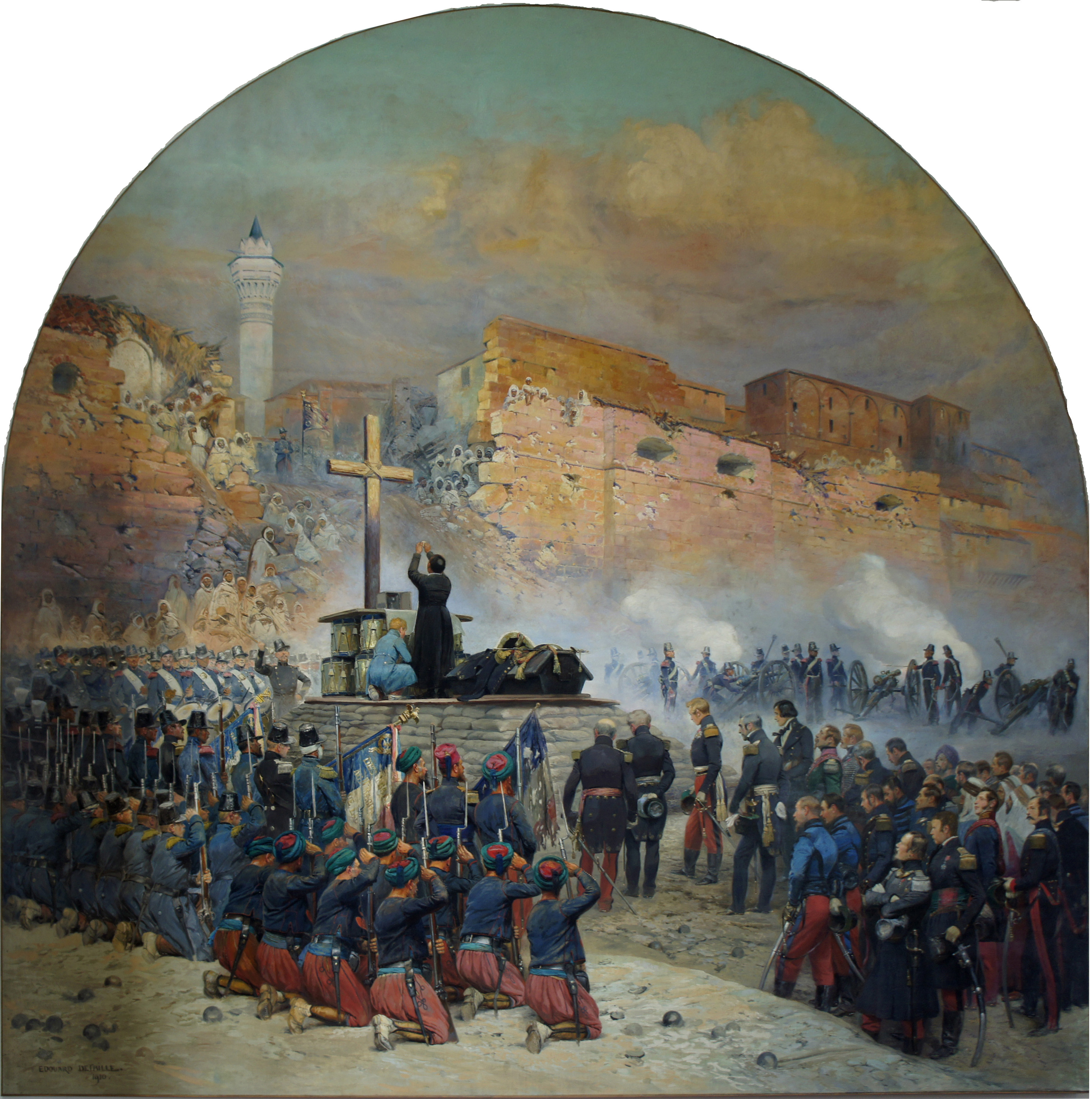
Прощание с  генералом Дамремоном у стен Константины, Алжир
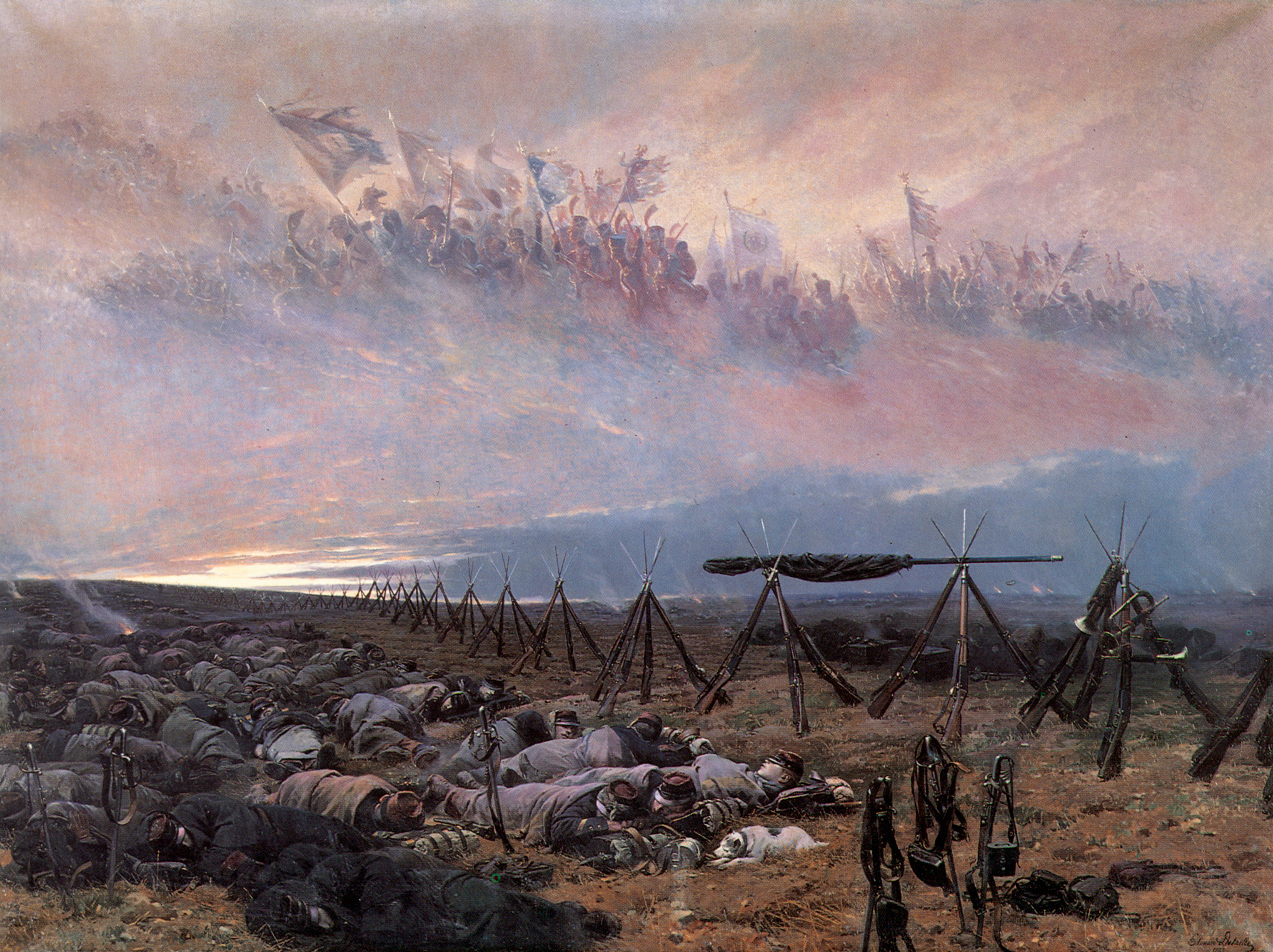
Мечта (победоносные полки революционной Франции символически проходят над спящими солдатами периода Франко-прусской войны